# جشنة قصيرة المنقار
جشنة قصيرة المنقار (الاسم العلمي: Anthus furcatus) (بالإنجليزية: Short-billed Pipit) هو طائر صغير من الجواثم ينتمي لفصيلة التمرة وأم عجلان.